# Mîrne, Sorokîne
Mîrne (în ucraineană Мирне) este o așezare de tip urban din raionul Krasnodon, regiunea Luhansk, Ucraina. În afara localității principale, nu cuprinde și alte sate.

## Demografie
Componența lingvistică a așezării de tip urban Mîrne
     Rusă (92,14%)
     Ucraineană (7,43%)
     Alte limbi (0,42%)
Conform recensământului din 2001, majoritatea populației așezării de tip urban Mîrne era vorbitoare de rusă (92,14%), existând în minoritate și vorbitori de ucraineană (7,43%).